# Marilyn Raphael
Marilyn N. Raphael là một nhà khí hậu học người Trinidad, nổi tiếng với các nghiên cứu về biến đổi khí hậu và sự biến đổi ở bán cầu nam vĩ độ cao.Bà là một giáo sư và là cựu chủ tịch của Khoa Địa lý tại UCLA.

## Giáo dục và những năm đầu
Raphael sinh ra và lớn lên ở Trinidad và Tobago. Bà có bằng Cử nhân Nghệ thuật Địa lý của Đại học McMaster năm 1984, và bằng Thạc sĩ Nghệ thuật và Tiến sĩ (1990) từ Đại học Bang Ohio.

## Nghề nghiệp
Sở thích nghiên cứu của Raphael là về lĩnh vực biến đổi khí hậu toàn cầu và sự biến đổi, đặc biệt là động lực khí hậu ở vĩ độ trung và cao của Nam bán cầu và sự tương tác giữa băng biển Nam Cực và bầu khí quyển. Nghiên cứu của bà sử dụng các mô hình khí hậu toàn cầu và cơ sở dữ liệu quan sát quy mô lớn.
Giáo sư Raphael đã giảng dạy tại UCLA từ năm 1998. Các khóa học đáng chú ý bao gồm: Khí hậu học, Phân tích tác động môi trường, Hội thảo - Nghiên cứu môi trường, Khí hậu nhiệt đới và các vấn đề trong điều tra địa lý.

## Ảnh hưởng
Lớn lên, giáo dục là điều quan trọng nhất đối với Raphael. Mẹ bà là một trong những nhân tố chính thúc đẩy giáo dục vì bà thấy rằng giáo dục là chìa khóa để tiến thân trong cuộc sống. Con đường của Raphael đến khí hậu học đặc biệt được thúc đẩy từ chính bản thân cô; tuy nhiên, bà có những người trong cuộc sống của mình với vai trò là hình mẫu và cố vấn. Giáo viên trung học cũng như cố vấn đại học của bà đều rất khích lệ sự theo đuổi của bà trong ngành địa chất. Sự quan tâm của giáo sư Raphael ở Nam bán cầu đặc biệt xuất hiện khi bà đang theo đuổi bằng Tiến sĩ Địa lý bởi cố vấn của Tiến sĩ.

## Vị trí và thành tựu
Marilyn N. Raphael là giáo sư của Khoa Địa lý tại UCLA và là cựu chủ tịch của khoa từ năm 2010 đến 2013.
Raphael là đồng chủ tịch của nhóm chuyên gia SCAR (Ủy ban Khoa học về Nghiên cứu Nam Cực) nhóm Xử lý và Khí hậu Biển băng ở Nam Cực (ASPeCt). Bà cũng là đồng lãnh đạo (Sáng kiến dự báo khí hậu cực đoan (PCPI) của WCRP (Chương trình nghiên cứu khí hậu thế giới).
Cuốn sách đồng tác giả của Raphael, Bách khoa toàn thư về thời tiết và biến đổi khí hậu: Hướng dẫn trực quan hoàn chỉnh, đã nhận được Giải thưởng lựa chọn khoa học khí quyển quốc tế (ASLI) năm 2010